# David Helldén
David Helldén (født 17. Januar 1905 i Bollebygd, død 17. november 1990 i Stockholm) var en svensk arkitekt, der er kendt som én af ophavsmændene bag Norrmalms totalfornyelse, blandt andet udformningen af Hötorgshallen og det første af Hötorgshøjhusene.

## Uddannelse og arbejde
David Helldén, som var søn af landprovsten Jakob Helldén og Maria Nordblom, tog sin studentereksamen i Halmstad i 1923 og flyttede derefter til Stockholm for at studere på Kungliga Tekniska högskolan (fik sin eksamen i 1927). Fra 1929 til 1930 videreuddannede han sig på Kungliga Konsthögskolan. Helldén var ansat hos Erik Lallerstedt 1927–1935, og grundlagde derefter sit eget arkitektfirma. I perioden 1933-1944 samarbejdede han med Erik Lallerstedt og Sigurd Lewerentz om udformningen af Malmö Opera (dengang kaldet Malmö stadsteater).
I 1946 blev han ansat af Sven Markelius ved Stockholms byggeafdeling "Norrmalmskontoret", for at udarbejde et forslag til ombygningen af Nedre Norrmalm. Der blev sendt et returforslag tilbage fra afdelingen, som modtog en masse kritik. Det var først i 1953, at den endelige beslutning blev truffet, og Helldén blev bedt om at tegne den første af de fem Hötorgshøjhuse (tættest på Koncerthuset) i Hötorgscity, der stod klar til indflytning i 1960. Han var ligeledes arkitekt på Hötorgshallen og Sergelteatern og har sammen med Piet Hein designet Sergels Torg. Helldéns arbejde er udstillet på Nationalmuseet i Stockholm.

## Udvalgte byggerier
- Malmö Opera, Malmö, i fællesskab med Sigurd Lewerentz og Erik Lallerstedt fra 1933-1944.
- Ribershus. Boligbyggeri i Malmö, opført fra 1937-1942.
- Kilian Zollsgatan, Malmö. Boligbyggeri i fællesskab med Eric Sigfrid Persson i 1939.
- Boligbyggeri og forretningscentrum, i Hökarängen, Stockholm, fra 1944-1951.
- Sjöskumspipan 4, Hökarängen, Stockholm, fra 1949-52.
- Byggeriet i Nedre Norrmalm, Stockholm, i 1946.
- Hötorgscitys første højhus og Hötorgshallen, Stockholm, fra 1955-1960.
- Sergels Torg, Stockholm, fra 1958-1960.
- Geijerskolans hovedbygning, Ransäter, færdig i 1963[3]
- Södra huset, Stockholms Universitet, Frescati, fra 1961-1973.
- Telegrafbygning, inkl. en senere tilbygning, Kvarngatan 34-36, i Västervik.